# Helina regina
Helina regina este o specie de muște din genul Helina, familia Muscidae, descrisă de Malloch în anul 1922. Conform Catalogue of Life specia Helina regina nu are subspecii cunoscute.